# Augustin Daly
Augustin Daly, oppure John Augustin Daly (Plymouth, 20 luglio 1838 – Parigi, 7 giugno 1899), è stato un drammaturgo, regista e produttore teatrale statunitense.

## Biografia

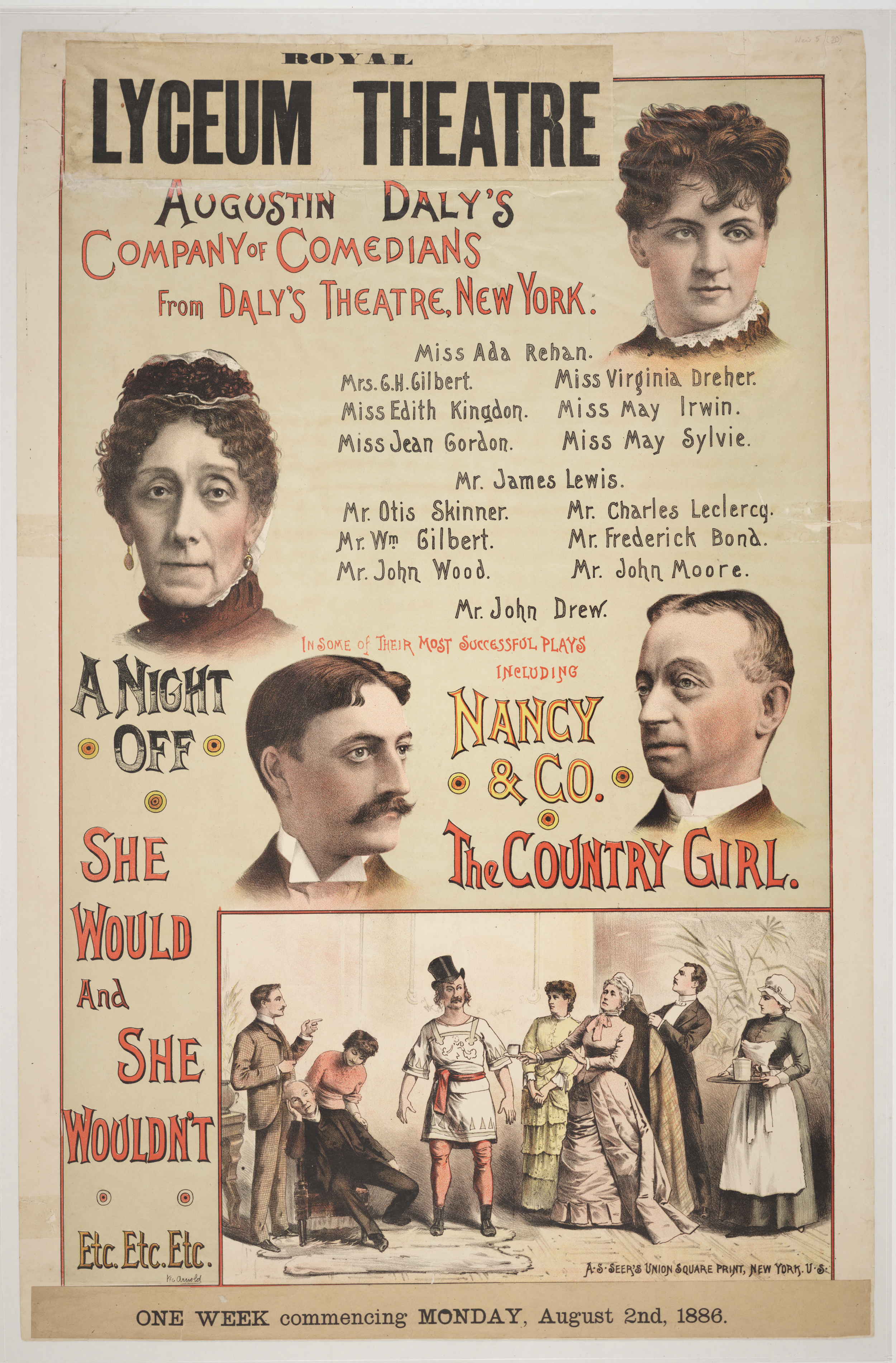
Poster del Royal Lyceum Theatre

Daly come critico difese il repertorio statunisense, invece come scrittore si ispirò ai modelli europei, aggiornando testi di Victorien Sardou, di Charles Dickens e di Salomon Hermann Mosenthal.
Dalla Deborah di quest'ultimo, appunto, ricavò la sua prima opera rappresentata, intitolata L'abbandonata (Leah the forsaken, 1862).
Su un livello di maggiore originalità si possono considerare le successive Sotto la luce a gas (Under the gaslight, 1867); Un lampo (A flash of lightning, 1868); La sciarpa rossa (The red scarf, 1869); Divorzio (Divorce, 1871); Orizzonte (Horizon, 1871); Pique (1875).
Fu scelto dal poeta inglese Alfred Tennyson per l'adattamento teatrale di The Foresters (1891).
Oltre alle novanta opere teatrali, Daly si mise in evidenza sia come organizzatore sia come capocomico: il Daly's Fifht Avenue Theatre, da lui fondato, promosse le più innovativi opere teatrali di fine Ottocento e fu tra i primi ad aiutare i giovani talenti a farsi conoscere e a trovare gli spazi sul palcoscenico, importanti perché, a quel tempo, cominciavano a delineare la futura fisionomia del teatro americano.
Come produttore e organizzatore di compagnie teatrali, ottenne successo e consenso sia in America sia in Inghilterra.

## Opere
- L'abbandonata (Leah the forsaken, 1862);
- Sotto la luce a gas (Under the gaslight, 1867);
- Un lampo (A flash of lightning, 1868);
- La sciarpa rossa (The red scarf, 1869);
- Divorzio (Divorce, 1871);
- Orizzonte (Horizon, 1871);
- Pique (1875).